# Ahmad Šah Masud
Ahmad Shah Massoud ((perzijski : احمد شاه مسعود), Pandjsher, 1. rujna 1953. - Takhar, 9. rujna 2001.), afganistanski borac i vojskovođa, tadžičkog etničkog podrijetla.
Njegova vodeća uloga u borbi protiv sovjetskog okupatora nakon Sovjetske invazije priskrbila mu je nadimak Panjširski Lav. Ranih 1990-ih godina dobiva položaj ministra obrane pod predsjednikom Burhanuddom Rabbanijem. Nakon pada afganistanskog glavnog grada Kabula u ruke Talibana i kolapsa Rabbanijeve vlade, Massoud postaje vojnim čelnikom Sjevernog saveza koji zbog talibanskog napredovanja biva zbačen u sjeverni, planinski predio Afganistana. Krajem 1990-ih godina Massoudove snage kontroliraju manje od 10 posto teritorija Afganistana.
Massoud je bio žrtva terorističkog napada 9. rujna 2001. godine protalibanskih bombaša samoubojica preobučenih u novinare. Njegova je smrt na početku negirana no službeno je objavljena 13. rujna. Govori se da je naručitelj njegova ubojstva bio izravno Osama bin Laden.

## Vanjske poveznice
- Jawedan.Com - A tribute to Massoud (English & Persian)